# 2018-as Omloop Het Nieuwsblad
A 2018-as Omloop Het Nieuwsblad volt a verseny 73. kiadása, illetve a 2018-as UCI World Tour negyedik versenye. Az egynapos versenyt február 24-én rendezték 25 csapat részvételével.
A győztes Michael Valgren lett, aki az utolsó kilométeren indított támadást és ért haza 12 másodperces előnnyel Wiśniowski és Vanmarcke előtt. 

## Részt vevő csapatok

### World Tour csapatok
A versenyen a Movistar Team kivételével az összes World Tour csapat elindult.
| - AG2R La Mondiale - Astana - Bahrain–Merida - BMC Racing Team - Bora–Hansgrohe - EF Education First–Drapac p/b Cannondale |  | - FDJ - Katyusa–Alpecin - Lotto Soudal - Mitchelton–Scott - Quick Step Floors - Team Dimension Data |  | - Team Lotto NL–Jumbo - Team Sky - Team Sunweb - Trek–Segafredo - UAE Team Emirates |

### Pro-kontinentális csapatok
| - Cofidis - Fortuneo–Samsic - Roompot |  | - Sport Vlaanderen–Baloise - Vérandas Willems–Crelan - Vital Concept |  | - Wanty–Groupe Gobert - WB Aqua Protect Veranclassic |

## Végeredmény
| Helyezés | Versenyző          | Csapat                    | Idő        |
| -------- | ------------------ | ------------------------- | ---------- |
| 1.       | Michael Valgren    | Astana                    | 4h 50' 14" |
| 2.       | Łukasz Wiśniowski  | Team Sky                  | +12"       |
| 3.       | Sep Vanmarcke      | EF Education First–Drapac | +12"       |
| 4.       | Jasper Stuyven     | Trek–Segafredo            | +12"       |
| 5.       | Philippe Gilbert   | Quick Step Floors         | +12"       |
| 6.       | Edward Theuns      | Team Sunweb               | +12"       |
| 7.       | Bert Van Lerberghe | Cofidis                   | +12"       |
| 8.       | Sonny Colbrelli    | Bahrain–Merida            | +12"       |
| 9.       | Arnaud Démare      | FDJ                       | +12"       |
| 10.      | Marcus Burghardt   | Bora–Hansgrohe            | +12"       |